# Antiphellus
Antiphellus (łac. Dioecesis Antiphellitanus) – stolica historycznej diecezji w Cesarstwie Rzymskim (prowincja Licja), współcześnie w Turcji. Od XVIII w. jest katolickim biskupstwem tytularnym (wakującym od 1967).

## Biskupi tytularni
| Lp. | Biskup                                      | Funkcja                                                                         | Od                   | Do                  |
| --- | ------------------------------------------- | ------------------------------------------------------------------------------- | -------------------- | ------------------- |
| 1   | Andrew Donnellan                            | biskup koadiutor Clonfert (Irlandia)                                            | 20 grudnia 1776      | 7 maja 1778         |
| 2   | Antonio Ramazzini OCD                       | wikariusz apostolski Wielkich Mogołów (Indie)                                   | 3 czerwca 1794       | 9 października 1840 |
| 3   | José Higinio Madalengoitia y Sanz de Zárate | biskup pomocniczy Trujillo (Peru)                                               | 27 października 1840 | 19 stycznia 1846    |
| 4   | Jean Georges Collomb SM                     | wikariusz apostolski Melanezji (Papua-Nowa Gwinea)                              | 13 lutego 1846       | 16 lipca 1848       |
| 5   | François-Xavier-Timothée Danicourt          | wikariusz apostolski Zhejiangu, następnie wikariusz apostolski Kiam-Si (Chiny)  | 22 grudnia 1850      | 2 lutego 1860       |
| 6   | Paškal Vujičić OFM                          | wikariusz apostolski Egiptu, następnie wikariusz apostolski Bośni i Hercegowiny | 7 września 1860      | 17 marca 1888       |
| 7   | Joseph Higgins                              | biskup pomocniczy Sydney (Australia)                                            | 11 września 1888     | 4 maja 1899         |
| 8   | John Joseph Collins SJ                      | wikariusz apostolski Jamajki                                                    | 12 czerwca 1907      | 30 listopada 1934   |
| 9   | Jean-Marie Aubin SM                         | biskup pomocniczy Południowych Wysp Salomona (Wyspy Salomona)                   | 8 kwietnia 1935      | 28 sierpnia 1967    |